# L'Île de monsieur Mayhew
L’Île de monsieur Mayhew (Batman : The Black Glove) est un arc narratif de la série de comics Batman écrit par Grant Morrison et dessiné par J.H. Williams III. Il est édité en français sous forme d’album par Panini Comics en 2009, puis inclus dans un album plus long par Urban Comics en 2012.

## Synopsis
Un groupe de super-héros de seconde zone liés de près ou de loin à Batman se retrouve sur une île. Ils sont tous assassinés les uns après les autres. Batman tente de trouver les raisons de ces meurtres…

## Personnages
- Batman

## Éditions
- 2007 : Batman #667-669, DC Comics
- 2009 : L’Île de monsieur Mayhew, Panini Comics, collection « DC Icons »
- 2012 : L’Héritage maudit, Urban Comics, collection « DC signatures »